# نهر ميلك
نهر ميلك أو نهر الحليب (بالإنجليزية: Milk River) هو أحد روافد نهر ميسوري، يمتد على طول 729 ميل (1,173 كـم)، يقع في ولاية مونتانا الأمريكية ومقاطعة ألبرتا الكندية. عند ارتفاعه في جبال روكي، يصرف النهر مستجمعات المياه ذات الكثافة السكانية المنخفضة وشبه القاحلة التي تبلغ مساحتها 23,800 ميل مربع (61,642 كـم2)، وينتهي مساره شرق فورت بيك.

## جغرافيا
يتشكل النهر في مقاطعة غلاسير في شمال غرب مونتانا، حوالي 21 ميل (34 كـم) شمال براوننغ، عند التقاء مفترقيه الجنوبي والأوسط. حيث يمتد الجزء الجنوبي على طول 30 ميل (48 كـم) ويمتد الجزء الأوسط على طول 20 ميل (32 كـم) ليرتفع كلاهما في جبال روكي شرق الحديقة الوطنية الجليدية في محمية بلاكفيت مباشرةً. يتم تحويل الكثير من مياهه في الجزء الجنوبي من نهر سانت ماري عبر قناة عبارة عن سيفون.
يتدفق التيار الرئيسي من الشرق إلى الشمال الشرقي ثم إلى جنوب ألبرتا، حيث ينضم إليه نهر ميلك الشمالي، ومن هناك يتدفق عبر بلدة ميلك ثم عبر منتزه الكتابة على الحجر الإقليمي، ليتحول إلى الجنوب الشرقي عبر مونتانا. ثم شرقاً على طول الجانب الشمالي من سويت جراس هيلز متجهًا جنوباً، مروراً بسد فريسنو، ثم شرقاً بعد هافر وعلى طول الجانب الشمالي من محمية حصن بيلكناب. بالقرب من مدينة مالطا حيث يتجه شمالًا ثم إلى الجنوب الشرقي، ويتدفق عبر غلاسكو وينضم إلى ميسوري في مقاطعة فالي، وعلى بعد 5 ميل (8 كـم) يصب في سد فورت بيك.
تمتد مستجمعات المياه في النهر إلى مقاطعات ألبرتا وساسكاتشوان الكنديتين وولاية مونتانا الأمريكية. تغطي مستجمعات المياه في النهر مساحة 61,642 كيلومتر مربع (23,800 ميل2). منها 6,500 كيلومتر مربع (2,510 ميل2) تقع في ألبرتا، و14,942 كيلومتر مربع (5,769 ميل2) في ساسكاتشوان والباقي في مونتانا. تعد المنطقة الواقعة في ألبرتا وساسكاتشوان واحدة من الأجزاء الوحيدة من مستجمعات المياه في نهر المسيسيبي التي تمتد عبر كندا.
يمثل الجدول سرعة تدفق مياه النهر حسب المنطقة:
| نهر                   | موقع                              | تسريح                              |
| --------------------- | --------------------------------- | ---------------------------------- |
| نهر فورك ميلك الشمالي | الحدود بين الولايات المتحدة وكندا | 99 قدم مكعب لكل ثانية (2.8 م3/ث)   |
| نهر فورك ميلك الجنوبي | بالقرب من براوننغ                 | 98 قدم مكعب لكل ثانية (2.8 م3/ث)   |
| نهر ميلك              | ناشوا                             | 618 قدم مكعب لكل ثانية (17.5 م3/ث) |

## تاريخ

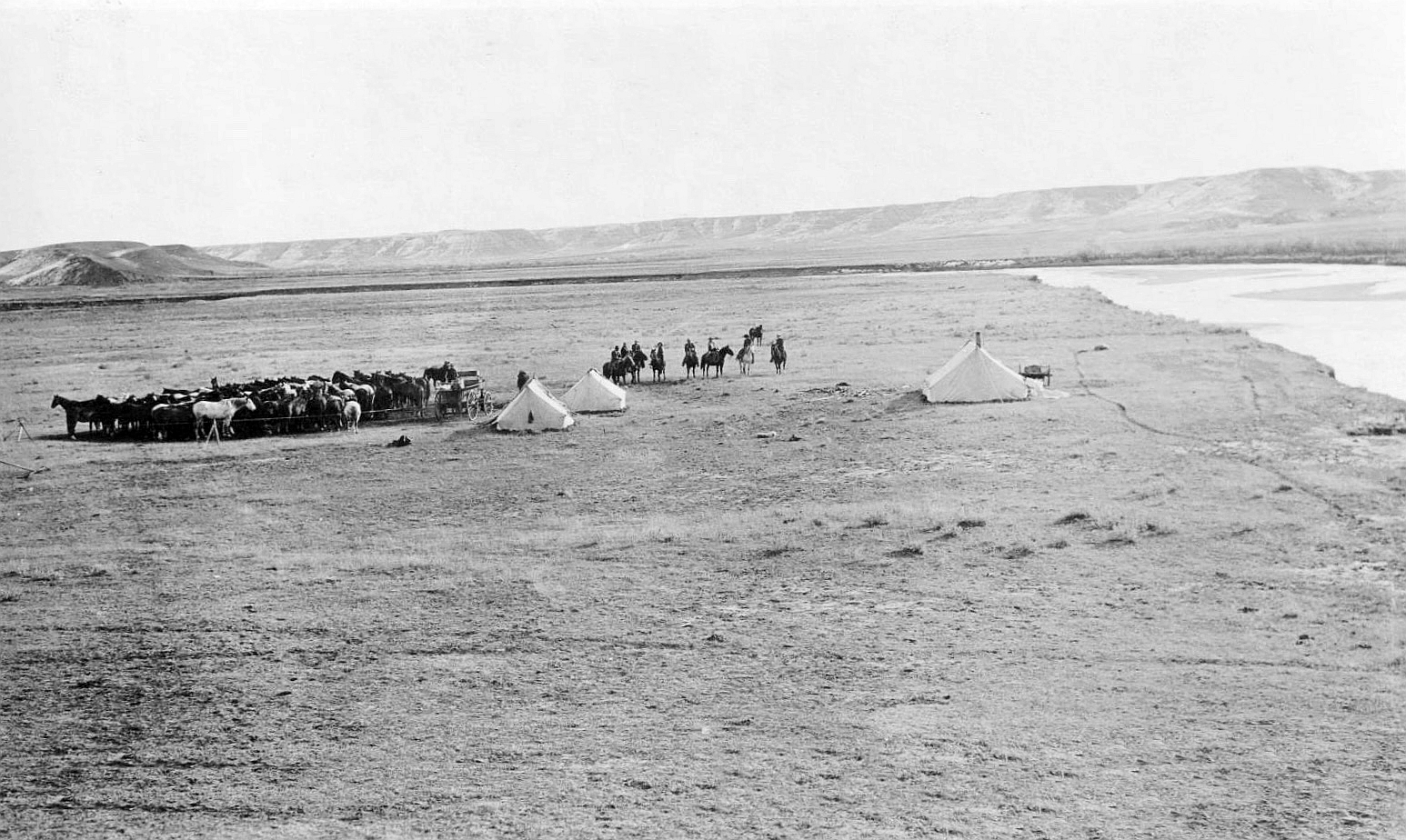
معسكر تجمع ألبرتا بجوار النهر، 1912

أطلق ميريويذر لويس، من بعثة لويس وكلارك الاستكشافية، اسم نهر ميلك، الذي وصف النهر في مذكراته:
ينتج هذا المظهر عن الطين والطمي المعلق في مياهه. حيث تنتج هذه الرواسب الدقيقة عن تآكل الصخور الناعمة الغنية بالطين. كما يوجد على طول حوض نهر ميلك في جنوب ألبرتا، تكوينات جيولوجية مثل تكوين فورموست وأولدمان وديناصور بارك.
خلال حقبة استكشاف لويس، كان تصريف نهر ميلك جزءًا قانونيًا من الولايات المتحدة حيث كان جزءا من صفقة لويزيانا. ومع ذلك في عام 1818، استبدل المفاوضون الأمريكيون جزءًا من مستجمعات المياه في نهر ميلك الذي يقع شمال خط عرض 49 درجة شمالًا، واستلموا مقابله قطعة من النهر الأحمر الشمالي الذي كان في السابق جزءًا من أمريكا الشمالية البريطانية وذلك ضمن معاهدة سنة 1818.
في عام 1908، كانت مياه نهر ميلك موضوع دعوى أمام المحكمة العليا للولايات المتحدة لتوضيح حقوق المياه لمحميات الهنود الأمريكيين. عرفت القضية باسم وينترز ضد الولايات المتحدة.